# Айон (Каліфорнія)
Айон (англ. Ione) — місто (англ. city) в США, в окрузі Амадор штату Каліфорнія. Населення — 5141 особа (2020).

## Географія
Айон розташований за координатами 38°21′43″ пн. ш. 120°56′22″ зх. д. / 38.36194° пн. ш. 120.93944° зх. д. (38.361948, -120.939438).  За даними Бюро перепису населення США в 2010 році місто мало площу 12,38 км², з яких 12,34 км² — суходіл та 0,04 км² — водойми.

## Демографія
Згідно з переписом 2010 року, у місті мешкало 7918 осіб у 1466 домогосподарствах у складі 1046 родин. Густота населення становила 640 осіб/км².  Було 1635 помешкань (132/км²).
Расовий склад населення:
| - 73,6 % — білих - 10,4 % — чорних або афроамериканців - 2,2 % — корінних американців - 1,4 % — азіатів - 0,3 % — вихідців з тихоокеанських островів - 8,6 % — осіб інших рас |

До двох чи більше рас належало 3,6 %. Частка іспаномовних становила 25,1 % від усіх жителів.
За віковим діапазоном населення розподілялося таким чином: 13,4 % — особи молодші 18 років, 76,7 % — особи у віці 18—64 років, 9,9 % — особи у віці 65 років та старші. Медіана віку мешканця становила 41,5 року. На 100 осіб жіночої статі у місті припадало 310,5 чоловіків;  на 100 жінок у віці від 18 років та старших — 366,5 чоловіків також старших 18 років.
Середній дохід на одне домашнє господарство  становив 65 546 доларів США (медіана — 50 231), а середній дохід на одну сім'ю — 83 295 доларів (медіана — 76 563). Медіана доходів становила 56 602 долари для чоловіків та 46 250 доларів для жінок. За межею бідності перебувало 13,7 % осіб, у тому числі 25,2 % дітей у віці до 18 років та 2,5 % осіб у віці 65 років та старших.
Цивільне працевлаштоване населення становило 2318 осіб. Основні галузі зайнятості: публічна адміністрація — 24,0 %, освіта, охорона здоров'я та соціальна допомога — 13,2 %, роздрібна торгівля — 12,9 %.